# Simonton Lake (Indiana)
Simonton Lake es un lugar designado por el censo del condado de Elkhart, Indiana, Estados Unidos. Según el censo de 2020, tiene una población de 4710 habitantes.
En los Estados Unidos, un lugar designado por el censo (traducción literal de la frase en inglés census-designated place, CDP) es una concentración de población identificada por la Oficina del Censo exclusivamente para fines estadísticos.
En este caso, a todos los efectos prácticos, se trata de un barrio de la ciudad de Elkhart.

## Geografía
Está ubicado en las coordenadas 41°45′15″N 85°58′14″O / 41.75417, -85.97056. Según la Oficina del Censo, tiene una superficie total de 9.99 km², de los cuales 8.72 km² corresponden a tierra firme y 1.22 km² están cubiertos de agua.

## Demografía
Según el censo de 2010, en ese momento había 4678 personas residiendo en la zona. La densidad de población era de 447,63 hab./km². El 87.77% de los habitantes eran blancos, el 4.9% eran afroamericanos, el 0.34% eran amerindios, el 2.76% eran asiáticos, el 1.6% eran de otras razas y el 2.63% eran de una mezcla de razas. Del total de la población, el 4.72% eran hispanos o latinos de cualquier raza.